# 샤르헤이 루마스

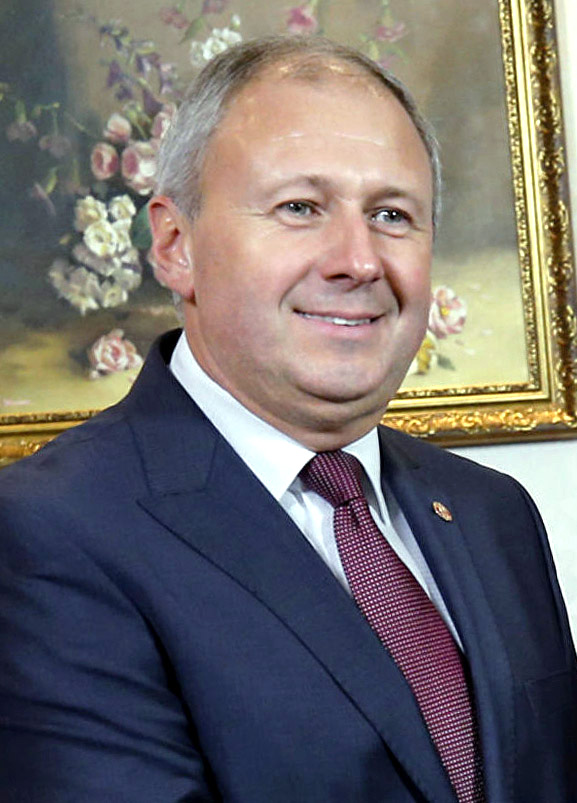
샤르헤이 루마스

샤르헤이 미칼라예비치 루마스(벨라루스어: Сяргей Мікалаевіч Румас, 러시아어: Сергей Николаевич Румас 세르게이 니콜라예비치 루마스[*], 1969년 12월 1일 벨라루스 호멜 ~ )는 벨라루스의 정치인이다.
2018년부터 2020년까지 벨라루스 총리를 지냈다. 2020년 6월 벨라루스 대통령 알략산드르 루카셴카가 새로운 정부 구성을 지시하면서 사임하였다.